# Gerd Weng

Weng (Mitte) mit Kurt Kiesinger und Ludwig Erhard

Gerhard Weng (* 25. Mai 1916 in Schömberg; † 16. September 1988 in Konstanz) war ein deutscher Politiker der CDU.

## Ausbildung und Beruf
Weng besuchte das Uhland-Gymnasium Tübingen, wo er 1935 das Abitur ablegte. Nach dem Wehrdienst (1936–1938) studierte er Rechtswissenschaften und Volkswirtschaft an den Universitäten in Tübingen und Berlin. 1940 bis 1945 stand er als Reserveoffizier im Kriegsdienst und konnte so erst anschließend sein Studium beenden. Bereits 1947 wurde Weng mit der Arbeit „In dubio pro reo – Herkunft und Geltung eines ungeschriebenen Grundsatzes im Strafverfahren“ zum Dr. jur. promoviert. Ab 1948 nach seinem Assessorexamen war er zunächst beim Amtsgericht Tübingen und ab 1949 bei der Diözese Rottenburg als Justiz- bzw. Oberjustizrat tätig. Von 1960 bis 1964 war Weng dann – zuletzt als Ministerialrat – politisch-publizistischer Referent von Ministerpräsident Kiesinger.

## Politik
Während der Zeit des Nationalsozialismus war Weng von 1934 bis 1936 Mitglied der SA, von 1938 bis 1940 Mitglied des Nationalsozialistischen Deutschen Studentenbunds und von 1938 bis 1945 Mitglied der NSDAP. Schon seit 1947 engagierte er sich politisch in der CDU. 1964 zog er als Abgeordneter in den Landtag von Baden-Württemberg ein, dem er bis 1988 ohne Unterbrechung angehörte. Er wurde stets über ein Direktmandat im Wahlkreis Tübingen in den Landtag gewählt. Im Landtag war er unter anderem kulturpolitischer Sprecher der CDU-Fraktion.
Nach der Landtagswahl 1972 holte ihn Ministerpräsident Hans Filbinger in sein Kabinett und übertrug ihm das Amt eines Staatssekretärs im Kultusministerium Baden-Württemberg unter Minister Wilhelm Hahn. Er war damit Nachfolger von Wolfgang Meckelein. Im Jahre 1978 wurde das Kultusministerium aufgeteilt. Weng wechselte somit in gleicher Funktion zum neuen Ministerium für Wissenschaft und Kunst und Minister Helmut Engler. Nach der Landtagswahl 1980 wurde Weng einer der Stellvertreter des Landtagspräsidenten. Er legte daher sein Amt als Staatssekretär nieder.

## Ehrungen und Auszeichnungen
Weng erhielt unter anderem das Große Bundesverdienstkreuz mit Stern, Verdienstmedaille des Landes Baden-Württemberg und die Ehrenbürgerwürde der Stadt New Orleans in den USA.

## Kritik
Weng stand jahrelang auf der Payroll von Georg von Waldburg zu Zeil und Trauchburg mit einem Jahressalär von etwa 100.000 DM – neben seinen Einkünften als Parlamentarier und seinem Ruhegehalt als Ministerialrat. Im Auftrag von Georg von Waldburg-Zeil setzte er sich dafür ein, dass dieser nicht, wie in der Nachkriegs-Bodenreform von 1945 festgelegt, 1024 Hektar seiner 9820 Hektar Land abgeben musste. Stattdessen gab das Haus Waldburg-Zeil lediglich 153 Hektar ab und erreichte hierfür mithilfe von Weng eine Entschädigungszahlung von 750.000 DM.
Nachdem die SPD Tübingen 1969 darauf aufmerksam gemacht hatte, dass Weng von Georg v. Waldburg-Zeil bezahlt wurde, drohte dieser dem verantwortlichen SPD-Mann mit der Veröffentlichung von dessen „blutschänderischer Natur“.

## Familie und Privates
Weng war seit 1943 verheiratet mit Ilse geb. Springer und hatte zwei Söhne und eine Tochter. 1988 starb Weng an einem Nierentumor.
Der katholischen Studentenverbindung KStV Rechberg Tübingen im KV fühlte sich Weng sehr verbunden. Sein älterer Bruder Friedrich war einer der Gründer dieser Verbindung. Gerhard Weng konnte ihr als Student nicht beitreten, weil sie nach ihrer Suspendierung im Jahre 1934 erst 1953 reaktiviert wurde. Wengs Mutter Emma hatte ab 1934 die Fahne und alle Unterlagen bis zur Wiedergründung aufbewahrt. Weng wurde dann sofort Ehrenmitglied und ein großzügiger Mäzen des Rechberg, besuchte die Verbindung regelmäßig und hielt dort zahlreiche Vorträge.
Weng war zudem seit 1967 Ehrenmitglied der katholischen Studentenverbindung AV Cheruskia Tübingen im CV.